# جک وینال
جک وینال (انگلیسی: Jack Vinall; ۱۶ دسامبر ۱۹۱۰ – ۲۶ مهٔ ۱۹۹۷) بازیکن فوتبال، و سرمربی (فوتبال) اهل بریتانیا بود.
از باشگاه‌هایی که در آن بازی کرده‌است می‌توان به باشگاه فوتبال نوریچ سیتی اشاره کرد.